# 阿斯庫路姆戰役
阿斯庫路姆戰役（Battle of Asculum）發生在前279年，羅馬共和國在執政官普布利烏斯·德西烏斯·穆斯的指揮下與伊庇魯斯摩羅西亞國王皮洛士所帶領的塔蘭托、俄斯克、薩姆奈特人和伊庇魯斯等聯軍作戰，是皮洛士戰爭的第二場戰役。這場戰役皮洛士獲得惨烈的勝利，但惨烈勝利的代價是皮洛士難以承受的，也是西方諺語皮洛士的勝利的來由。

## 背景
前280年的赫拉克利亞戰役中，皮洛士的軍隊在戰象衝擊下擊敗羅馬軍隊獲得勝利。之後皮洛士果斷地揮軍北上，希望利用剛剛獲勝的餘威，促使羅馬的同盟國背叛羅馬，皮洛士一路攻佔許多坎帕尼亞的城鎮，更進軍至阿納尼，仅隔羅馬兩天路程，但羅馬同盟國並沒有背棄羅馬。羅馬立即進入準備狀態，連免除兵役的無產者也招募入軍中，還急令兩支羅馬軍隊阻止皮洛士北上。皮洛士知道羅馬城尚有一支羅馬軍隊在那，擔心自身軍力不夠對付，何況還有兩支羅馬軍隊可能切斷退路，皮洛士只得撤退回坎帕尼亞過冬。此時，皮洛士決定利用外交途徑解決羅馬與大希臘城邦間的問題，派遣親信齊納斯前往羅馬議和，然而在羅馬退休的執政官阿庇烏斯·克勞狄·卡埃庫斯強烈阻止下告終。
前279年春天，羅馬組建一支新的軍團並由新任執政官普布利烏斯·德西烏斯·穆斯和普布利烏斯·蘇爾皮基烏斯·薩維里奧率領。皮洛士得知這個消息後，認知到羅馬軍力就像希臘神話的九頭蛇一樣，每當砍掉一個頭後會再生一個新的頭，在這情況下皮洛士只得率軍與羅馬決戰，雙方在普利亞的阿斯庫路姆展開會戰。

## 戰前準備與佈署
皮洛士在赫拉克利亞戰役中了解到羅馬軍團富有機動性。對此，皮洛士對自方的戰列稍加改良來適應羅馬的戰法，在重裝馬其頓方陣之間穿插輕裝的希臘步兵或俄斯克步兵，皮洛士希望因此可以增加軍隊的機動性。馬其頓人置於右翼，中央由伊庇魯斯、大希臘城邦同盟和俄斯克聯軍組成。因方陣在側翼較為脆弱，皮洛士跟以往一樣在方陣的兩側側翼佈署騎兵來保護這個弱點。皮洛士自己統率精銳皇家騎兵和戰象作為後備部隊，在方陣後方待命。希臘聯軍方面在騎兵數量上較有優勢。
羅馬人在赫拉克利亞戰役中吸取教訓，深知戰象的可怕。遂下定決心不計任何代價打敗這支恐怖的战象方队，設計一種對抗戰象的牛車作為應對，對於這種反戰象裝置的詳細說明仍有些爭議，但可知在這種車輛上佈滿長槍、三叉戟、大鐮刀和抓鉤，甚至可以起火使戰象驚慌失措，而這種反戰象武器由弓兵和投石兵操控，並佈署300輛在軍團中。羅馬軍隊由四個羅馬軍團組成，騎兵置於兩翼，總計約四萬人並由兩位執政官率領。

## 戰鬥

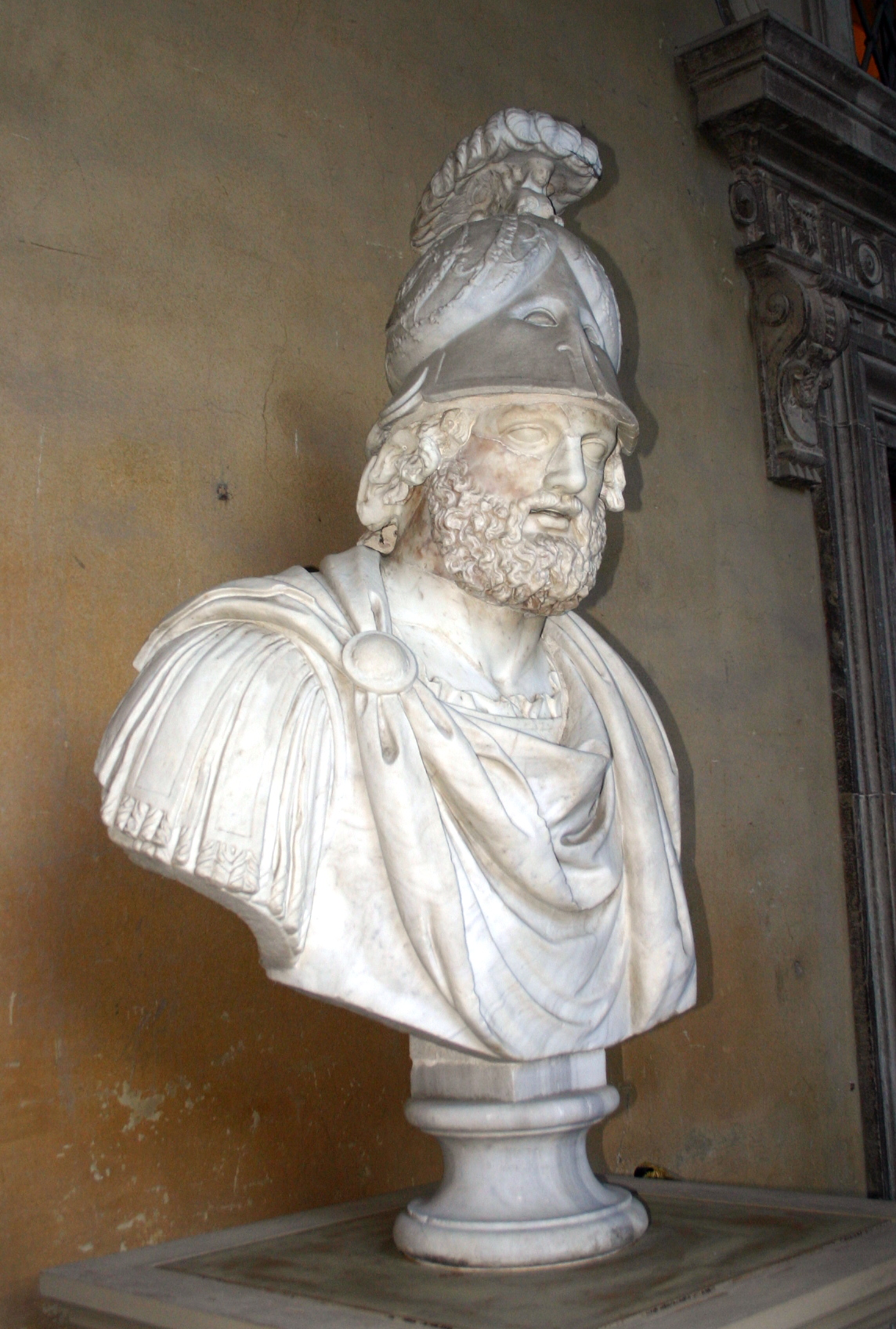
皮洛士肖像

阿斯庫路姆戰役歷經兩天，因羅馬把戰場選在丘陵地且遍布灌木叢的區域，不適合運用戰象和騎兵，故此皮洛士第一天拂曉時就把所有的步兵投入戰鬥。根據希臘歷史學家哈利卡納蘇斯的戴歐尼修斯記載，皮洛士軍右翼的馬其頓方陣擊破配置在羅馬軍左翼的第一個羅馬軍團和拉丁同盟軍，但中央的羅馬第三個、第四個軍團突破皮洛士軍中央方陣的伊庇魯斯、大希臘同盟和俄斯克聯軍。同時，羅馬盟軍多尼亞（Daunia）的騎兵急行攻入皮洛士軍的軍營中，皮洛士立即派遣後備的騎兵支援中央方陣遭受突破的缺口，並派另一部分皇家騎兵擊退入侵營帳的多尼亞騎兵。當皮洛士軍中央方陣邊戰邊退，使羅馬軍隊遠離陡峭的山坡，皮洛士立即下令戰象往羅馬軍第三、第四軍團衝鋒，起初戰象成功擊退羅馬軍隊，但之後羅馬軍隊躲到較高的灌木叢，使戰象無法發揮該有的效果。皮洛士只得派遣薩姆奈特等輕裝步兵去把羅馬士兵從灌木叢趕出來，但遭到羅馬騎兵攔截而遭到擊退，最後雙方因為天色逐漸暗了下來而各自收兵回營，結束第一天的戰鬥。
第二天天才剛亮，趁著羅馬人尚未走出他們的營地，皮洛士立即派遣輕裝步兵占領之前的山丘和灌木區，迫使羅馬人在較開廣的地方與皮洛士軍戰鬥。羅馬執政官穆斯和薩維里奧企圖在皮洛士的戰象準備衝鋒前先擊敗皮洛士的步兵方陣，然而皮洛士的步兵方陣成功抵擋住羅馬戰列的攻擊，而戰象也到了衝鋒前的定位。這時羅馬啟用300輛反戰象車輛並在一開始時獲得良好效果，但皮洛士的希腊轻装部队（psiloi）和戰象上的標槍手驅離並擊退這些車輛，緊接著戰象在毫無阻礙下向羅馬步兵衝鋒，粉碎羅馬的戰線，這時刻皮洛士率領皇家騎兵投入戰鬥，羅馬戰線全面崩壞並往自身軍營退去，皮洛士以龐大的代價獲得戰役勝利。

## 皮洛士的勝利
這場戰役羅馬6,000人陣亡，而皮洛士軍3,500名陣亡，雖然羅馬損失較皮洛士大，但羅馬可以很快招募新兵來補充，反觀皮洛士在這場戰役除了失去許多經驗豐富的傭兵外，還包括皮洛士的好友和重要將領，這是皮洛士短期間無法彌補的。這些損失使皮洛士心中高興不起來，但他的部下們並沒有察覺嚴重性，依然沉浸在勝利的喜悅之中。當一位不知深淺的部將向皮洛士慶祝時，他不無傷心地說：「再來這樣一次勝利，我自己也完了。」（希臘語：Ἂν ἔτι μίαν μάχην νικήσωμεν, ἀπολώλαμεν.）！後來人們就將這種得不償失的勝利稱為皮洛士的勝利。

## 戰後
阿斯庫路姆戰役後，皮洛士再度派遣使者與羅馬議和，這次僅僅要求羅馬保證他林敦和其盟友獨立自由，但羅馬以皮洛士離開義大利半島為條件才願意協談。皮洛士先前希望迦太基在這場與羅馬對抗的戰爭中能與自己同盟，然而迦太基卻與羅馬結盟，使皮洛士的期望落空。迦太基的參戰也引發日後皮洛士在西西里的行動。

## 腳注
1. ↑  大英百科全書, Pyrrhus, Britannica, 2008, O.Ed.
2. ↑  普魯塔克, 《希臘羅馬名人傳》, 21:8.
3. ↑  迦太基和羅馬的盟國關係並不是那麼親密，當迦太基在前280年與羅馬結盟後，並不明確兩者有無幫助。當皮洛士在西西里與迦太基作戰時，羅馬似乎也沒有實質的軍事幫助。